# 約翰內斯·弗里斯納
约翰内斯·弗里斯纳（德語：Johannes Frießner；1892年3月22日—1971年6月26日）是二战期间德国国防军的一名將領。他是带橡叶骑士铁十字勋章的获得者，最高軍階大將。

## 生平
弗里斯纳出生于萨克森王国的开姆尼茨，1911年加入萨克森陆军，在第一次世界大战期间担任大量职务。战后在德国防卫军服役。 
在1940年8月1日第二次世界大战期间晋升为少将，弗里斯纳于1942年5月1日被分配到东线并指挥第102步兵师。在1942年10月1日晋升为中将后不久，弗里斯纳調任第23军軍長（1943年1月19日至12月11日）。1943年4月1日，他晋升为步兵上将。
1944年2月，弗里斯纳被调往東線北方战場，并被指派指挥“纳尔瓦”军級支队。弗里斯纳于7月1日晋升为大将，短暂担任北方集团军群的指挥直至7月25日，然后被派往南部前线指挥南乌克兰集团军群（后来重新命名为南方集团军群）。由于无法阻止罗季翁·马林诺夫斯基元帅的乌克兰第二方面军发动的为期四个月的攻势，弗里斯纳于12月22日被解除了指挥职务。弗里斯纳在战争的剩余时间里没有继续任职，他在巴伐利亚退休，直到1971年6月26日去世。
1951年9月，弗里斯纳當選為「德國士兵聯盟」主席，但他於同年12月便辭職。1951年9月21日，弗里斯纳在新聞發布會上表示入侵波蘭是為了「保護波蘭的德裔居民」。此外，他還將「光明正大作戰的武裝親衛隊」與「7月20日密謀案」的軍官們進行了對比，認為後者選擇的方式在「軍事觀點上應予以否定」，並稱其為「政治謀殺」。
在1950年代初期，他积极为西德军队的重建提供建议和幫助。1956年，弗里斯纳撰写了《背叛的战斗》（Verratene Schlachten）一书，这是他指挥南乌克兰集团军群的回忆录。

### 引用
1. ↑  .   [2023-04-03]. （原始内容存档于2019-11-05）.
2. ↑  Fellgiebel 2000, p. 81.
3. ↑  Bert-Oliver Mani. . Wallstein Verlag, Göttingen. 2004: 412 （German）.

### 文獻
- Fellgiebel, Walther-Peer.  [The Bearers of the Knight's Cross of the Iron Cross 1939–1945 — The Owners of the Highest Award of the Second World War of all Wehrmacht Branches]. Friedberg, Germany: Podzun-Pallas. 2000 [1986]. ISBN 978-3-7909-0284-6 （德语）.
- Frießner, Johannes.  [Betrayed battles, the tragedy of the Wehrmacht in Rumania]. Leinen & Hamburg, Germany: Holsten-Verlag. 1956 （德语）.
- Patzwall, Klaus D.; Scherzer, Veit.  [The German Cross 1941 – 1945 History and Recipients Volume 2]. Norderstedt, Germany: Verlag Klaus D. Patzwall. 2001. ISBN 978-3-931533-45-8 （德语）.
- Searle, Alaric. . Westport, CT: Praeger Publishers. 2003. ISBN 978-0-275-97968-3.
- Thomas, Franz.  [The Oak Leaves Bearers 1939–1945 Volume 1: A–K]. Osnabrück, Germany: Biblio-Verlag. 1997. ISBN 978-3-7648-2299-6 （德语）.

| 军职                                   | 军职                                            | 军职                          |
| -------------------------------------- | ----------------------------------------------- | ----------------------------- |
| 前任： 沃纳·冯·拉斯菲尔德少将          | 第102步兵师师长 1942年5月1日 – 1943年1月19日    | 繼任： 奥托·希斯菲尔德中将    |
| 前任： 卡尔·希尔珀特步兵上将           | 第23军军长 1943年1月 – 1943年12月7日            | 繼任： 汉斯·冯·芬克装甲兵上将 |
| 前任： 奥托·斯庞海默步兵上将（第54军） | 纳尔瓦军级支队司令 1944年2月2日 - 1944年7月3日  | 繼任： 安东·格拉瑟步兵上将    |
| 前任： 格奥尔格·林德曼大将             | 北方集团军群司令 1944年7月4日 – 1944年7月23日   | 繼任： 费迪南德·舍尔纳元帅    |
| 前任： 埃里希·冯·曼斯坦元帅            | 南方集团军群司令 1944年9月23日 – 1944年12月28日 | 繼任： 奥托·沃勒步兵上将      |